# Piotr Románovich Bagratión
Piotr Románovich Bagratión (1818-1876) fue estadista, general y científico, hijo de un general ruso-georgiano, que inventó la primera celda galvánica seca.

## Biografía
Descendiente de los reyes de Georgia, con Georgia ya anexionada al Imperio ruso tras la muerte del rey Jorge XII de Georgia en 1801 (con la conquista rusa de Osetia en 1802), sucesor del rey Heraclio II de Kartli-Kajetia (en georgiano: ერეკლე II) (7 de noviembre de 1720 o 7 de octubre de 1721 al 11 de enero de 1798) reinando como rey de Kajetia desde 1744 al 1762, y de Kartli y Kajetia desde 1762 hasta 1798.
En las fuentes persas contemporáneas (ahora Irán), Heraclio II de Georgia se lo nombra como Erekli Khan, mientras que los rusos lo conocían como Irakli. El nombre latinizado es Heraclio.
Tanto su padre, Román (Revaz) Bagrationi (1778-Tiflis, 1834), como su tío, Piotr Bagratión (Kizliar, Daguestán, 1765-batalla de Borodinó, 1812), fueron famosos generales del Ejército Imperial Ruso.
En 1840, Bagrationi se graduó en la Academia Militar (San Petersburgo, Rusia). Al año siguiente comenzó su investigación de toda la vida en el Laboratorio Científico de Física de la Academia de Ciencias de San Petersburgo, bajo la supervisión del Académico ruso-prusiano Moritz von Jacobi. También conocido como Moritz Hermann von Jacobi, Borís Semiónovich von Jacobi (en ruso : Борис Семёнович (Морис-Герман) Якоби).
Fue galardonado con el Premio de la Academia de Ciencias de San Petersburgo en 1850, y recibió el grado de teniente general en 1865.
En 1862, se nombró a Bagrationi gobernador de la provincia de Tver, y desde 1870 hasta su muerte, fue el gobernador general de las provincias del Báltico (Curlandia, Livonia y Estonia). 
Bagrationi murió en San Petersburgo el 17 de enero de 1876.

## Trabajo científico
Bagrationi creó la primera celda galvánica seca en 1843 y publicó una monografía sobre la misma en 1845. En otros trabajos se examinaron las reacciones que ocurren en las células galvánicas y en galvanoplastia. En 1843 se realizó el oro electrolítico en la presencia de Moritz von Jacobi, el inventor de la galvanoplastia.
En 1845 Bagrationi fue enviado por la Academia de Ciencias de San Petersburgo a Alemania, Francia y Inglaterra. Estudió la solubilidad de los metales oro, plata y cobre en soluciones acuosas de compuestos de cianuro y fue el primero en descubrir la ecuación de Elsner, la estequiometría de cianuración del oro.
En 1847 descubrió un sorosilicato rico en tierras raras, que recibió el nombre de bagrationita en su honor, pero ya había sido descrito como allanita (u orthita).

## Condecoraciones
- Caballero de segunda clase de la Orden de San Vladimiro (en 1868).
- Caballero de la Orden del Águila Blanca (en 1869).
- Caballero de la Orden de San Alejandro Nevski (en 1872).